# Zapasy na Igrzyskach Azji Południowej 2019
Turniej zapasów na Igrzyskach Azji Południowej w nepalskim w mieście Dźanakpur rozegrano od 6 do 9 grudnia,  na terenie  Janakpur Covered Hall.

## Wyniki

### Mężczyźni

#### styl wolny
| Waga   | Złoto:           | Srebro:                         | Brąz:               |
| 57 kg  | Rahul Kumar      | Gayan Mudiyanselage             | Naresh Prasad Yadav |
| 61 kg  | Ravinder Singh   | Muhammad Bilal                  | R Udara M Fernando  |
| 65 kg  | Amit Kumar       | Chamara Weerasinghege           | Saroj Yadav         |
| 70 kg  | Inayat Ullah     | K P G A Nil Munasinghe          | Suresh Chunara      |
| 74 kg  | Gaurav Baliyan   | W M M Lakmal Wijesooriya        | [[]]                |
| 79 kg  | Abdul Rehman     | Suresh Warnakulasuriya Fernando | Bunni Lal Raut Ayer |
| 86 kg  | Pawan Kumar      | Umair Tariq                     | Sreesot Roy         |
| 92 kg  | Muhammad Inam    | W Salitha N Walpita             | Sumir Kumar Shah    |
| 97 kg  | Satyawart Kadian | Tayab Raza                      | Awla Daraburosit    |
| 125 kg | Sumit Kumar      | Zaman Anwar                     | Raj Yadav           |

### Kobiety

#### styl wolny
| Waga  | Złoto:                 | Srebro:                          | Brąz:                  |
| 50 kg | Sheetal Tomar          | Shriyanthika Sinhala Pedige      | Manisha Singh          |
| 53 kg | Pinki                  | Swiangi Dube                     | M D Shamika Madhushani |
| 55 kg | Sangeeta Dhami         | Sarker Rime                      | ----                   |
| 57 kg | Sarita                 | Ambika Bhandri                   | ----                   |
| 59 kg | Anshu Malik            | Nipa Airen                       | Komal Khatri           |
| 62 kg | Sakszi Malik           | M W D Mahira Priyanga Kumari     | Akter Sharmin          |
| 65 kg | Deepika Weerabahu      | Sushila Chand                    | Moss Lucky             |
| 68 kg | Anita Sheoran          | R A M Maduwanthi Rupasinghe      | ----                   |
| 72 kg | G G Ayomi Senevirathna | Nirmala Jagari                   | Akter Rozina           |
| 76 kg | Gursharan Preet Kaur   | W P Chant K Ravihari Weerasinghe | ----                   |

## Tabela medalowa
Gospodarz zawodów został zaznaczony kolorem.
| Poz.    | Państwo    |    |    |    | Łącznie |
| 1       | Indie      | 14 | 0  | 0  | 14      |
| 2       | Pakistan   | 3  | 4  | 0  | 7       |
| 3       | Sri Lanka  | 2  | 10 | 2  | 14      |
| 4       | Nepal      | 1  | 4  | 8  | 13      |
| 5       | Bangladesz | 0  | 2  | 6  | 8       |
| Łącznie | Łącznie    | 20 | 20 | 16 | 56      |